# ليو لويس
ليو لويس (بالإنجليزية: Leo Lewis)‏ هو لاعب كرة القدم الكندية أمريكي، ولد في 4 فبراير 1933 في دي موين في الولايات المتحدة، وتوفي في 30 أغسطس 2013 في كولومبيا في الولايات المتحدة.